# Трубин, Анатолий Владимирович
Анато́лий Влади́мирович Тру́бин (укр. Анато́лій Володи́мирович Тру́бін; род. 1 августа 2001, Донецк) — украинский футболист, вратарь португальской «Бенфики» и национальной сборной Украины. Участник чемпионата Европы 2024.

## Клубная карьера

### «Шахтёр» (Донецк)
Трубин — воспитанник футбольной академии донецкого «Шахтёра». Однако футболом начал заниматься не в родном Донецке, а в Мариуполе. С шести лет он тренировался в команде «Азовсталь-2».
В феврале 2019 года голкипер впервые попал в заявку основной команды «Шахтёра» на матч Лиги Европы УЕФА против «Айнтрахта». 26 мая 2019 года дебютировал в основном составе «Шахтёра», в матче против «Мариуполя». Провёл на поле всю игру и сохранил свои ворота в неприкосновенности (4:0).

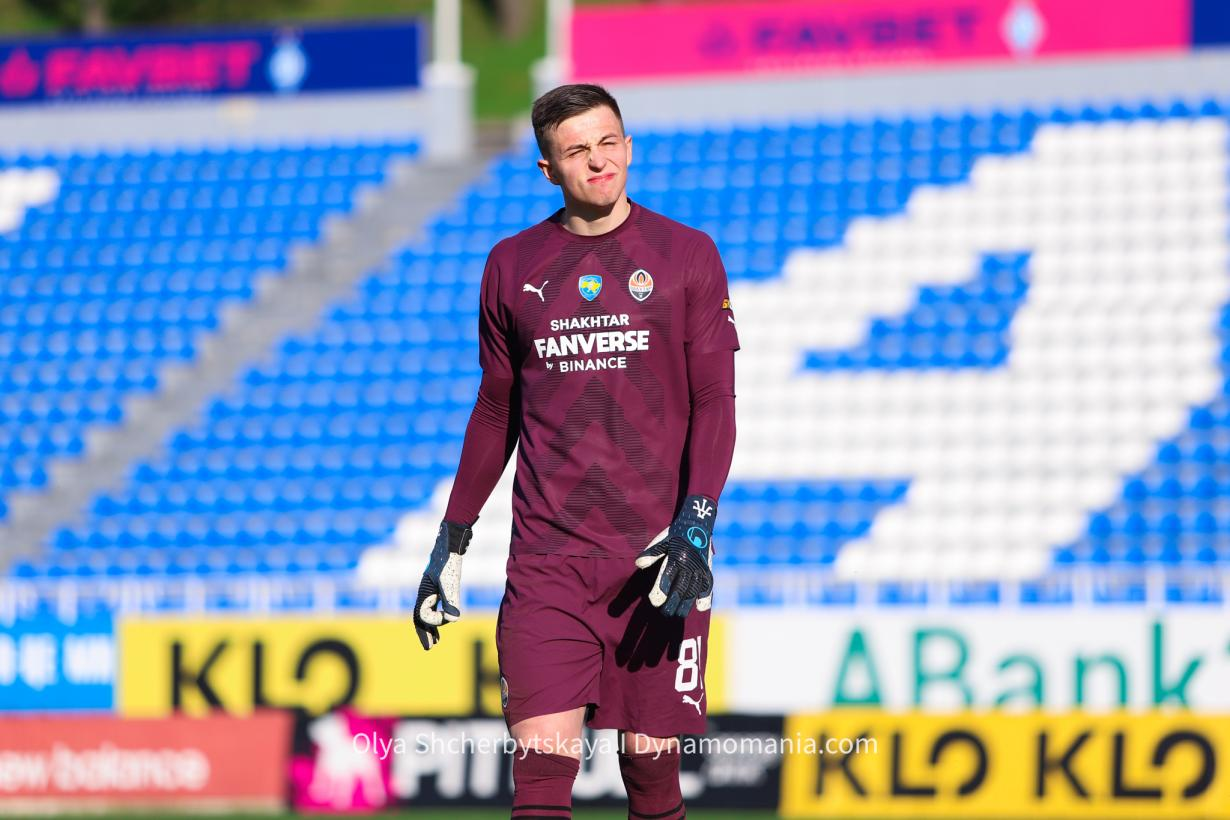
Трубин в составе донецкого «Шахтёра»

В начале 2021 года Трубин попал в список топ-50 молодых талантов по версии УЕФА. В сезоне 2020/21 провёл 21 встречу в рамках чемпионата Украины, а также сыграл в девяти матчах на европейской арене. Молодой голкипер сумел сохранить свои ворота на замке в двух матчах группового этапа Лиги чемпионов УЕФА против миланского «Интера», а также принял участие в сенсационной выездной победе горняков над мадридским «Реалом» со счётом 3:2. Всего в сезоне 2020/21 Трубин провёл на ноль 15 из 30 игр. По итогам группового турнира Лиги Чемпионов он вошел в тройку лучших вратарей по количеству сейвов (25 в 5 матчах). По окончании сезона был включён в символическую сборную IFFHS 2021 года среди игроков моложе 20 лет, а также признан лучшим игроком года в «Шахтёре» по версии болельщиков.
23 февраля 2023 года «Шахтёр» в ответном матче 1/16 финала Лиги Европы УЕФА обыграл французский «Ренн» по сумме двух матчей (3:3 общ, 5:4 пенальти). Трубин стал лучшим игроком матча, отбив три удара в серии послематчевых пенальти, чем помог команде выйти в 1/8 турнира. В чемпионате Украины 2022/23 был признан лучшим вратарем сезона, 21-летний голкипер «Шахтера» отстоял свои ворота в неприкосновенности в 14 играх из 28-и. 9 встреч Трубин отыграл на «ноль» дома и 5 — в гостях.

### «Бенфика»
В конце июля 2023 года «Шахтёр» вел переговоры с «Интером» по поводу перехода Трубина, позже переговоры оборвались и руководство клуба начало искать новые варианты.
10 августа 2023 года была оформлена сделка по переходу Трубина в «Бенфику», контракт рассчитан на 5 лет, португальский клуб заплатил 10 миллионов евро, + бонусами 1 миллион. Кроме того, «Шахтер» получит 40 процентов от суммы последующей перепродажи вратаря. 16 сентября 2023 года дебютировал за «орлов» в Примейра-лиге, в матче против «Визелы». 24 сентября в матче против «Портимоненсе» Трубин смог взять пенальти, а матч завершился победой «орлов» со счётом 1:3. 29 сентября в португальском «О Класико» против «Порту» (1:0) провёл на поле весь матч и сохранил свои ворота «сухими», став одним из лучших игроков матча. 4 октября в матче Лиги чемпионов против «Интера», несмотря на минимальное поражение 0:1, был признан лучшим игроком в составе «Бенфики». 18 февраля 2024 года в матче против «Визелы» отразил пенальти, который стал третьим отбитым одиннадцатиметровым для украинца в сезоне 2023/24, что является рекордом в истории «Бенфики», ранее никому не удавалось отбить больше двух пенальти в футболке «орлов» за один сезон. Всего в сезоне 2023/24 принял участие в 28 матчах и стал серебряным призёром чемпионата Португалии.

## Карьера в сборной
5 марта 2021 года впервые получил вызов в сборную Украины главным тренером Андреем Шевченко для участия в матчах отборочного турнира чемпионата мира 2022 против сборных Франции, Финляндии и Казахстана. 31 марта 2021 года дебютировал в сборной Украины в домашнем матче третьего тура отборочного турнира чемпионата мира 2022 против сборной Казахстана (1:1), отыграв весь матч и пропустив гол на 59-й минуте от Серикжана Мужикова. Дебютировав против Казахстана, Трубин побил дебютантский вратарский рекорд Александра Шовковского в официальных матчах: вратарь «Шахтёра» провёл свой первый официальный поединок в составе сборной в возрасте 19 лет и 242 дня, тогда как Шовковский впервые сыграл в сборной в 1994 году против Эстонии в отборочному турнире чемпионата Европы 1996 в возрасте 19 лет 315 дней. С учётом товарищеских поединков, то Трубин в соответствующем голкиперском рейтинге национальной команды занял 3-е место: впереди — дебюты Андрея Лунина (19 лет и 40 дней) и Максима Коваля (19 лет и 174 дня).
1 июня 2021 года был включён в официальную заявку сборной Украины главным тренером Андреем Шевченко для участия в матчах чемпионата Европы 2020 года.
В качестве основного вратаря, в составе молодёжной сборной Украины (до 21 года), принял участие в Чемпионате Европы по футболу среди молодёжных команд 2023 на котором команда дошла до полуфинала турнира.
Участник чемпионата Европы по футболу 2024 года, где принял участие в двух матчах сборной Украины на турнире, пропустив 1 мяч.

## Достижения

### Командные
«Шахтёр» (Донецк)
- Чемпион Украины (3): 2018/19, 2019/20, 2022/23
- Обладатель Кубка Украины: 2018/19
- Обладатель Суперкубка Украины: 2021

«Бенфика»
- Серебряный призёр чемпионата Португалии (2): 2023/24, 2024/25
- Обладатель Кубка португальской лиги: 2024/25
- Обладатель Суперкубка Португалии: 2025

Сборная Украины
- Бронзовый призёр молодёжного чемпионата Европы: 2023

### Личные
- Лучший вратарь украинской Премьер-лиги (2): 2021/22[20], 2022/23[21]
- Самый молодой вратарь сборной Украины, сыгравший в официальном матче: 19 лет и 242 дня[17]
- Лучший игрок сезона в «Шахтёре»: 2020/21[22]
- Лучший игрок года в «Шахтёре»: 2020[23]
- Лучший игрок месяца в «Шахтёре» (3): декабрь 2020, апрель 2020, февраль 2023